# محمد التريكي الأسفي
أبو عبد الله محمّد بن أحمد التريكي الآسفي (1270- 1344هـ/ 1854- 1925م). هو من كبار علماء مدينة آسفي بالمغرب.

## سيرة
تلقى محمد التريكي مبادئ العلم في بلده ثمّ رحل إلى فاس، حيث درس بالقرويين وأخد عن عدّة شيوخ؛ ثمّ عاد إلى مسقط رأسه ليشتغل بالتدريس حيث تخرج على يديه مجموعة من العلماء منهم الكاتب والمؤرخ محمد بن أحمد العبدي الكانوني. ثمّ اشتغل بالتأليف حيث اهتم بشرح حكم ابي العباس بن عطاء الله الإسكندري (توفي سنة 709هـ/ 1309م) وكان شاعرا مؤرخا أديبا فاضلا.

## مؤلفاته
- إرشاد النبيه إلى معاني التنبيه (في التصوف)[2]
- مصنف في البيان (في الفقه)[3]
- مصنف في النفس والروح[3]
- قصائد ومقطعات أدبية في الشاي ومحبة الشرفاء[3]
- أحكام تعليم الصبيان من خلال كتاب «دلالة المؤدبين على نكتة المعلمين»[4]
- العقد الفريد في صناعة البديع والتجنيس.[5]

## كتبوا عنه
عبد الحفيظ نيار كتاب بعنوان «مفتي الصقع أبو عبد الله محمد بن أحمد التريكي الآسفي (ت 1345 هـ) ونماذج من تقاييده في الفتوى والتعليم» ، 1439 هـ، 2018 م، 183 ص.

## المعلومات الكاملة للمراجع
بن العباس الجراري، عبد الله (ديسمبر 1985). التأليف ونهضته بالمغرب في القرن العشرين (ط. الأولى). الرباط: مكتبة المعارف للنشر والتوزيع.{{استشهاد بكتاب}}:  صيانة الاستشهاد: التاريخ والسنة (link)
الخطيب، عزيز؛ زروق، الحسين (1 يناير 2019). معجم البلاغيين والعروضيين بالمغرب الأقصى. دار الكتب العلمية. ISBN:978-2-7451-9541-8.{{استشهاد بكتاب}}:  صيانة الاستشهاد: التاريخ والسنة (link)